# Sybra fauveli
Sybra fauveli är en skalbaggsart som först beskrevs av André Théry 1897.  Sybra fauveli ingår i släktet Sybra och familjen långhorningar.
Artens utbredningsområde är Seychellerna. Inga underarter finns listade i Catalogue of Life.